# Paracentrobia acuminata
Paracentrobia acuminata är en stekelart som först beskrevs av William Harris Ashmead 1888.  Paracentrobia acuminata ingår i släktet Paracentrobia och familjen hårstrimsteklar. Inga underarter finns listade i Catalogue of Life.